# Stanghede
Stanghede er et mere end 100 ha stort hedeområde vest for Hald Sø og ca. 8 km sydvest for Viborg. Hedområdet indgår i området ved Hald Sø og Dollerup Bakker, der er et af Danmarks mest kendte naturområder. Her findes flotte landskaber, interessante planter og dyr og en spændende historie.
Stanghede har i yngre bronzealder og ældre jernalder været et dyrket landskab, men ved midten af romersk jernalder ca. 200 e.Kr. blev markerne forladt, og området sprang i krat og skov. Indtil omkring 1700 var store dele af Hald-området dækket af skove, men omkring 1800 var mange af skovene blevet fældet til bl.a. brænde. På den udpinte jordbund indvandrede hedelyngen, og arealerne blev til hede. På denne måde blev den gamle Hald Skov til Stanghede, mens Uderør Skov blev til Dollerup Bakker.
Stanghede er omfattet af fredningen af området Hald Sø og Dollerup Bakker, der har til formål at bevare og forbedre de naturhistoriske, naturvidenskabelige og landskabelige værdier, som området rummer, herunder navnlig at sikre og synliggøre områdets geologiske værdier. Fredningen har endvidere til formål at bevare og forbedre de kulturhistoriske og rekreative værdier samt at regulere offentlighedens ret til færdsel og ophold i området. Området er en del af Natura 2000-område nr. 35 Hald Ege, Stanghede og Dollerup Bakker. Med baggrund i Naturpakken 2016 blev dele af Stanghede og hele Inderø Skov (halvøen der går ud i Hald Sø), i alt 68 hektar i 2018 udpeget til urørt løvskov)

## Fortidens spor på heden

### Digevoldingsagre
Udover hele Stanghede findes et særdeles velbevaret ca. 100 ha stort marksystem med digevoldingsagre, der er et karakteristisk dyrkningssystem i det nordvesteuropæiske område fra slutningen af yngre bronzealder til slutningen af ældre jernalder (ca. 700/500 f.Kr. til ca. 200/300 e.Kr.). Marksporene fortsætter flere steder i de tilstødende skovstrækninger.
De små firkantede og rektangulære marker er markeret med lave digevoldinger (skelvolde) og/eller af terrassekanter på de lidt mere kuperede områder. Markerne kan være ganske vanskelige at se med det blotte øje på den lyngbevoksede hede, men de lave digevoldinger og terrassekanter lader sig ofte erkende i lav sol, og de lader sig forholdsvis let kortlægge på baggrund af den detaljerede terrænopmåling med laser (DHM/Terræn).
Marksystemet vidner om, at Stanghede for næsten totusinde år siden var et dyrket landskab og centrum for mange menneskers liv, og ikke et øde landskab som i dag. Placeringen af de(n) tilhørende bebyggelse(r) kendes endnu ikke.

### Stude- og dyrefolde
Spor af stude- og dyrefolde i form af cirkulære jorddiger, findes bevaret flere steder ved den nordøstlige del af Stanghede. Der vides meget lidt om disse foldes oprindelse og brug. Sådanne dyrefolde skal oprindeligt have været opført af græstørv og indvendigt forsynet med kraftige pæle, og kilder fortæller, at studedriverne drev dyrene ind folden, når de slog lejr for natten. Hermed knytter foldene sig til det store studeopdræt og den studeeksport, der især fra senmiddelalderen og de følgende århundreder gik syd på fra bl.a. Viborgegnen.

### Militære aktvivteter
Stanghede blev i perioder af 1800- og 1900-tallet anvendt som militært øvelsesterræn. Først og fremmest har heden lagt jord til øvelserne i forbindelse med de årlige lejrsamlinger ved Hald Hovedgård 1868-1880, hvor der hvert år afholdes øvelse i 45 dage med genindkaldte enheder af linjen i form af 10 infanteribataljoner, et rytterregiment, 2 batterier og 1 ingeniørkompagni, dvs. omtrent halvdelen af fodfolkets 21 linjebataljoner, men kun ca. 25 % af hærens krigsstyrke inkl. andre linje-, reserve- og forstærkningsenheder. De militære aktiviteter fortsatte i varierende omfang frem til midten af 1960’erne, hvor Finderup Øvelsesplads etableres. Under 2. verdenskrig anvendte tyskerne også heden som øvelsesterræn.
Der findes spor at skyttehuller, løbegange og feltbefæstninger spredt udover heden og de tilliggende skovstrækninger.

### Den fransk-skandinaviske station for luftmålinger
På den sydlige del af Stanghede lå 1902-1903 den midlertidige Station Franco-Scandinavia de sondages arienens de Hald, på dansk Den fransk-skandinaviske station for luftmålinger på Hald. Den franske meteorolog Léon Teisserenc de Bort (en) ønskede at undersøge vindforhold, strømninger og temperaturer i de højere luftlag. Han allierede sig med den svenske meteorolog og professor Hugo Hildebrand Hildebrandson og fysiker og direktør for Danmarks Meteorologiske Institut, Adam Paulsen. En bevilling på 118.600 franc kom fra svenske, franske og danske bidrag, hvoraf den franske professor Léon Teisserenc de Bort selv bidrog med 55.000 franc.
I 1902 blev opført flere træbygninger til den meteorologiske station, heraf var ballonhangar, værksted, maskinhus og bolig samlet mod nord, mens et drejeligt observationstårn fandtes ca. 200 m mod syd. Undersøgelserne foregik ved hjælp af drager og store gasballoner med fastgjorte instrumenter, som blev sendt til vejrs, men var fortøjede, og som efter brug blev trukket ned igen ved hjælp af et spil.
Instrumenterne talte et termometer, barometer og fugtighedsmåler, hvert af instrumenterne havde en pen, som ridsede målingen på en cylinder af aluminium beklædt med en sværtet kobberplade, der blev drejet rundt af et urværk. Dermed blev tegnet tre kurver, som kunne udmåles og aflæses, når kurven var kommet tilbage til jordoverfladen. Samtidig med målingerne i højden, blev målt – i reglen hver halve time – temperatur, lufttryk, luftfugtighed, vindens retning og styrke ved jordens overflade, samt skyernes form, højde, bevægelsesretning og hastighed.
Af og til bristede ståltråden som holdt balloner og drager fast, og måleudstyret fløj bort. Der var dog taget visse forholdsregler i sådanne tilfælde, idet forskerne havde vedlagt en seddel, hvor man kunne læse, at man mod aflevering af ballon og kurv med udstyr ville få en findeløn på fem eller ti kroner. 
Omkring 28 personer var beskæftiget ved stationen. I 1903 havde stationen løst sin opgave og blev nedlagt. Bygningerne og andre materialer blev solgt. Nogle af bygningerne findes i dag ved Dollerupvej og Thestrupvej i Dollerup.
Forskningen blev et banebrydende bidrag til bl.a. luftfarten, men det kortvarige ophold på Stanghede blev hurtigt glemt lokalt. En gennemgang af ballonstationen og undersøgelsesresultaterne blev dog i 1904 udgivet i den fransksporgede publikation Travaux de la Station Franco-Scandinave de Sondages Aériens à Hald 1902-1903. Der blev også ved stationens lukning fremstillet to mindesten, men de blev aldrig nedlagt.
Først i 1938 fik Viborg Turistforening taget initiativ til at værne om mindet, og der blev lagt en mindedysse på den nordvestligste af de gravhøje, der indgår i højgruppen Kvindhøje. Den meteorologiske station lå dog ikke på dette sted, men ca. 180 m længere mod vest. Her kan endnu mellem hedebevoksningen ses tydelige spor efter flere af bygningerne, bl.a. kan ses tætliggende åbne stolpehuller til ballonhangaren yderst mod vest og andre åbne stolpehuller til flere andre bygninger øst herfor samt det delvist opfyldte hul, som har rummet drejemekanismen til det drejelige tårn ca. 200 m syd for de andre bygninger. Sporene svarer ganske nøje til de bygningsplaceringerne, som fremgår af oversigtskortet i publikationen fra 1904. Sporene er også ganske tydelige på den digitale terrænmodel (DHM/Terræn).

## Eksterne kilder og henvisninger
1. ↑  Oversigtkort
2. 1 2  Slots- og Kulturstyrelsen, Digevoldingsagre på Stanghede.
3. ↑  Natura 2000 planen
4. ↑  Fredningen af Hald Sø og Dollerup Bakker
5. ↑  Hald Arkiveret 22. juni 2020 hos  Wayback Machine faktaark på nst.dk
6. ↑  Slots- og Kulturstyrelsen, Dyrefold på Stanghede.
7. ↑  Slots- og Kulturstyrelsen, Dyrefold på Stanghede.
8. ↑  Slots- og Kulturstyrelsen, Dyrefold på Stanghede.
9. ↑  Slots- og Kulturstyrelsen, Dyrefold på Stanghede.
10. ↑  Slots- og Kulturstyrelsen, Dyrefold på Stanghede.
11. ↑  Slots- og Kulturstyrelsen, Dyrefold på Stanghede.
12. ↑  Esben Graugaard, Nordvestjyske bønder som kreaturhandlere i Nordsørummet, 2009, s. 161-166.
13. ↑  Bjørn Poulsen, Byens styre og byens næring, Viborgs historie Oldtid-1726, 1998, s. 123-172.
14. ↑  Léon Philippe Teisserenc de Bort, Hugo Hildebrand Hildebrandsson, H. Maurice, Ragnar Holm & Martin Jansson, Travaux de la Station Franco-Scandinave de Sondages Aériens à Hald 1902-1903, 1904.
15. ↑  Viborg Museum: Mindesten ved Stanghede. Hentet 13. marts 2021.
16. ↑  Slots- og Kulturstyrelsen, Ballonstationen på Stanghede.

56°22′57.78″N 9°19′13.73″Ø / 56.3827167°N 9.3204806°Ø